# Josef Ullmann (malíř)

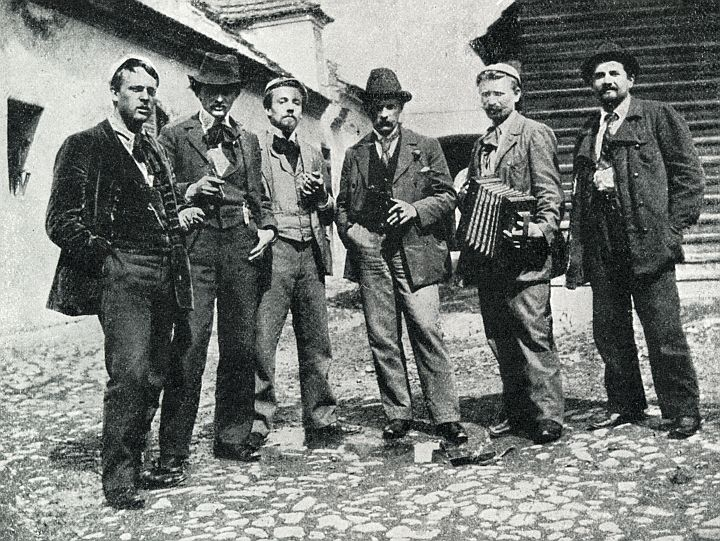
Mařákovi žáci, zleva – Kalvoda, Langer, Satra, Ullmann, Bubeníček, Lolek

Josef Ullmann (13. června 1870 Nekmíř – 31. května 1922 Praha-Královské Vinohrady) byl český malíř – krajinář, žák Julia Mařáka na malířské Akademii v Praze.

## Život
Josef Ullmann se narodil v roce 1870 v obci Nekmíř na Plzeňsku. Jeho otec Josef Ullmann předčasně zemřel a rodina se přestěhovala do Plzně. Mladý Josef v Plzni absolvoval čtyři třídy reálného gymnázia a následně začal pracovat ve Škodově továrně jako úředník. Jeho kresebných pokusů si všiml ředitel podniku a Josef Ullmann na jeho doporučení v roce 1894 odešel studovat na malířskou akademii do Mnichova.
Jeho studium soukromé nebo oficiální na Královské akademii umění v Mnichově není jasné. Jan Kubert (1986) uvedl studium u profesorů Augusta Finka (1846–1916), Johanna Hertericha (1843–1905) a B. Schmiedta (není dohledatelný). Dana Veselská (2021) uvádí zápis na Mnichovské akademii v roce 1896 u prof. Karla Rauppa (1837–1918). Hlavním představitelem mnichovské krajinářské školy byl tehdy prof. August Fink, který vedl krajinářský ateliér v letech 1889 až 1905. J. Ullmann byl po relativně dlouhou dobu ovlivněn jak jeho uměleckým výrazem, tak i výběrem krajinářských témat.
Z neznámých důvodů se s Mnichovem rozloučil a od roku 1897 se stal žákem pražské malířské Akademie. Nejprve nastoupil J. Ullmann k prof. Maxu Pirnerovi a od roku 1898 se dal zapsat do krajinářské školy prof. Julia Mařáka. V roce 1899 na Akademii úspěšně absolvoval. Vzpomínky na život pražské bohemy v okruhu restaurace „Monako“, kterého se účastnil jako student i J. Ullmann, sepsal Karel Rélink v knize Pražská bohema, vydané poprvé roku 1928. Dalším zdrojem poznání o studentském a mládeneckém životě J. Ullmanna jsou vzpomínky Otakara Nejedlého a Rudolfa Ryšavého. Shodně se zmiňují o jeho vášni ke hře na klavír, kterou bavil uměleckou společnost scházející se v „Monaku“.
V roce 1904 (10. února) se v Praze oženil s Marií Malíkovou (nar. 1878) a společně bydleli na Královských Vinohradech v domě čp. 1248 (od roku 1908 v domě čp. 1475). Z pobytových přihlášek pražského policejního ředitelství vyplývá, že neměl vlastní děti, jen nemanželského syna Josefa Malíka (narozeného roku 1899).
Počínaje rokem 1900 byly Ullmannovy obrazy opakovaně reprodukovány ve Zlaté Praze a v dalších časopisech. Od roku 1902 se jeho obrazy začaly pravidelně objevovat na výstavách pořádaných Krasoumnou jednotou, Uměleckou besedou a Jednotou výtvarných umělců. V roce 1905 byl vybrán mezi autory reprezentující české výtvarné umění na IX. mezinárodní výstavě v Mnichově. Na jaře 1906 poprvé vystavil významnější soubor 15 obrazů na Výroční výstavě Krasoumné jednoty. V r. 1908 měl velkou soubornou výstavu v Topičově salonu a následně v Pardubicích. 
V únoru 1911 se J. Ullmann stal účastníkem tzv. Boronaliho aféry a inzultoval koženým karabáčem v kavárně Union malíře Bohumila Kubištu, což mělo dohru před soudem. J. Ullmann byl odsouzen k 24 hodinám vězení. Využil však možnosti zaplatit pokutu 90 korun (přibližně měsíční dělnický plat).
Podle datace a názvů řady obrazů J. Ullmann opakovaně trávil letní dovolenou na Sázavě v Kamenném Přívozu. V roce 1913 společně s Karlem Nejedlým namaloval oponu pro ochotnický spolek Tyl v Kamenném Přívozu. Opona s tématem pracujících kameníků v typické Ullmannovské krajině je v současné době umístěna na schodišti Obecního úřadu.
S oblibou rovněž navštěvoval Itálii (pobřeží u Veglie, rok 1911) a Chorvatsko (např. ostrovy Hvar a Krk, rok 1913).
V letech 1905 až 1922 byl členem Spolku výtvarných umělců Mánes, se kterým pravidelně vystavoval. Od roku 1907 byl dopisujícím členem vídeňského Hagebundu.  V prosinci 1912 obdržel 3. cenu České akademie věd a umění. Na začátku I. sv. války byl ze zdravotních důvodů zproštěn vojenské služby. 
V r. 1921 má poslední soubornou výstavu v Rubešově salónu. Zemřel 31. května 1922 na rakovinu žaludku a je pohřben na Vinohradském hřbitově.

## Dílo
Počáteční tvorba J. Ullmanna je ovlivněna výtvarným názorem profesora Mnichovské akademie A. Finka (např. Zima na potoce, Časné jaro, Předjaří a Mokřina) a Mařákovou školou (např. U Lochovic, Rozvodněný potok, V březině a Tůňka). Dle vzpomínek O. Nejedlého se Ferdinand Engelmüller vyjádřil o jeho rané tvorbě, že je to „mnichovská škola“. Obrazy této krajinářské školy se vyznačovaly širokým krajinným záběrem s horizontem v úrovni očí pozorovatele, převážně diagonální kompozicí, splývavým rukopisem a technickou dokonalostí směřující však k určité "chladnosti" potlačující temperament autora. J. Ullmann maloval i u veřejnosti oblíbené západy slunce v lesích a hájích nebo v kombinaci s rovinatou krajinou, mokřinami, močály a potůčky. V dalších letech postupně uvolňoval svůj rukopis a více pracoval s dynamickými doteky štětce (např. Po dešti). V některých obrazech dosahoval účinku impresionistické malby s důrazem na světlo a potlačení prostoru (Vesnické domky). V jiných obrazech, věren svému školení, je zachováno prostorové vidění, malba jako celek však dosahuje impresionistické uvolněnosti (např. Podzimní imprese a Zima).
Dobová kritika, zejména pak Karel Čapek a částečně i Karel Boromejský Mádl, poukazovala na stinné stránky jeho tvorby, kterou vystavil v roce 1906 na Výroční výstavě Krasoumné jednoty v Rudolfinu a následně v roce 1908 souborně představil na výstavě u Topiče. K. B. Mádl v Národních listech (20. 5. 1906) píše: „Ullmann z nich má největší lehkost v obrazové formě, ale také největší jednotvárnost. Všechno mu stejně hbitě plyne z ruky, ale také stejně všechno uvízne na jistém bodu přibližnosti tvaru, tonu i nálady.“ Dočasným východiskem z tvůrčí krize byl postupný příklon k impresionistické svěží barevnosti. Postupně se však v jeho obrazech stále více opakovaly vyzkoušené náměty. Romantické, či snad symbolistní téma povozu s kočím, bořícího se do neutěšené bahnité krajiny a směřujícího ke vzdáleným chátrajícím domkům, již vycházelo příliš vstříc špatnému dobovému vkusu. Na tyto stereotypy v Ullmannově tvorbě poukazuje i František Žákavec ve své kritice poslední Ullmannovy výstavy v Rubešově galerii (Národní listy, 25. 11. 1921).
Přes ne vždy příznivou uměleckou kritiku Josef Ullmann svojí tvorbou, charakteristickou barevností a rukopisem ovlivnil řadu domácích krajinářů. Z jeho současníků např. Josefa Bártu a Jindřicha Fürsta, z další generace krajinářů v některých obrazech i Gustava Macouna a Gustava Porše. 
Spory mezi sběrateli vyvolává signatura Josefa Ullmanna, která i na obrazech větších formátů může být pouze s jedním n a s navazující pomlčkou (např. obraz Časné jaro).

### Zastoupení ve sbírkách
- Národní galerie v Praze, např. obrazy Břízy, Sníh na skalách (1905) a Vřesoviště
- Moravská galerie v Brně, např. obrazy Časné jaro, Kamenný Přívoz (1912) a Břízy
- Galerie hl. m. Prahy, obraz Kamenný Přívoz (1921)
- Západočeská galerie v Plzni, např. obrazy Lesní potok, V zimě a V noci u tůně
- Galerie výtvarného umění v Ostravě, např. obrazy Tání, Krajina s potokem a Krajina se statkem
- Galerie umění Karlovy Vary, např. obrazy Krajina s tůní (1905), Podzimní krajina a Podzimní večer
- Oblastní galerie v Liberci, např. obrazy Krajina z podhůří a Předměstí v předjaří
- Galerie výtvarného umění v Chebu, např. obrazy Lesní strž a Tání

## Samostatné výstavy
- Pardubice, červen 1906
- Jičín, listopad 1907
- Praha, Topičův salon, listopad – prosinec, 1908 (44 obrazů)
- Mladá Boleslav, květen 1914
- Praha, Rubešova galerie, prosinec 1914 (asi 30 obrazů)
- Praha, Rubešova galerie, 1921
- Praha, Středočeská galerie, červenec – září 1986 (společně s S. Lolkem, 33 obrazů)
- Golčův Jeníkov, Goltzova tvrz, duben – červen 2012 (společně s O. Bubeníčkem, 59 obrazů)
- Trutnov, Galerie města Trutnova, červen – srpen 2019 (65 obrazů)

## Galerie

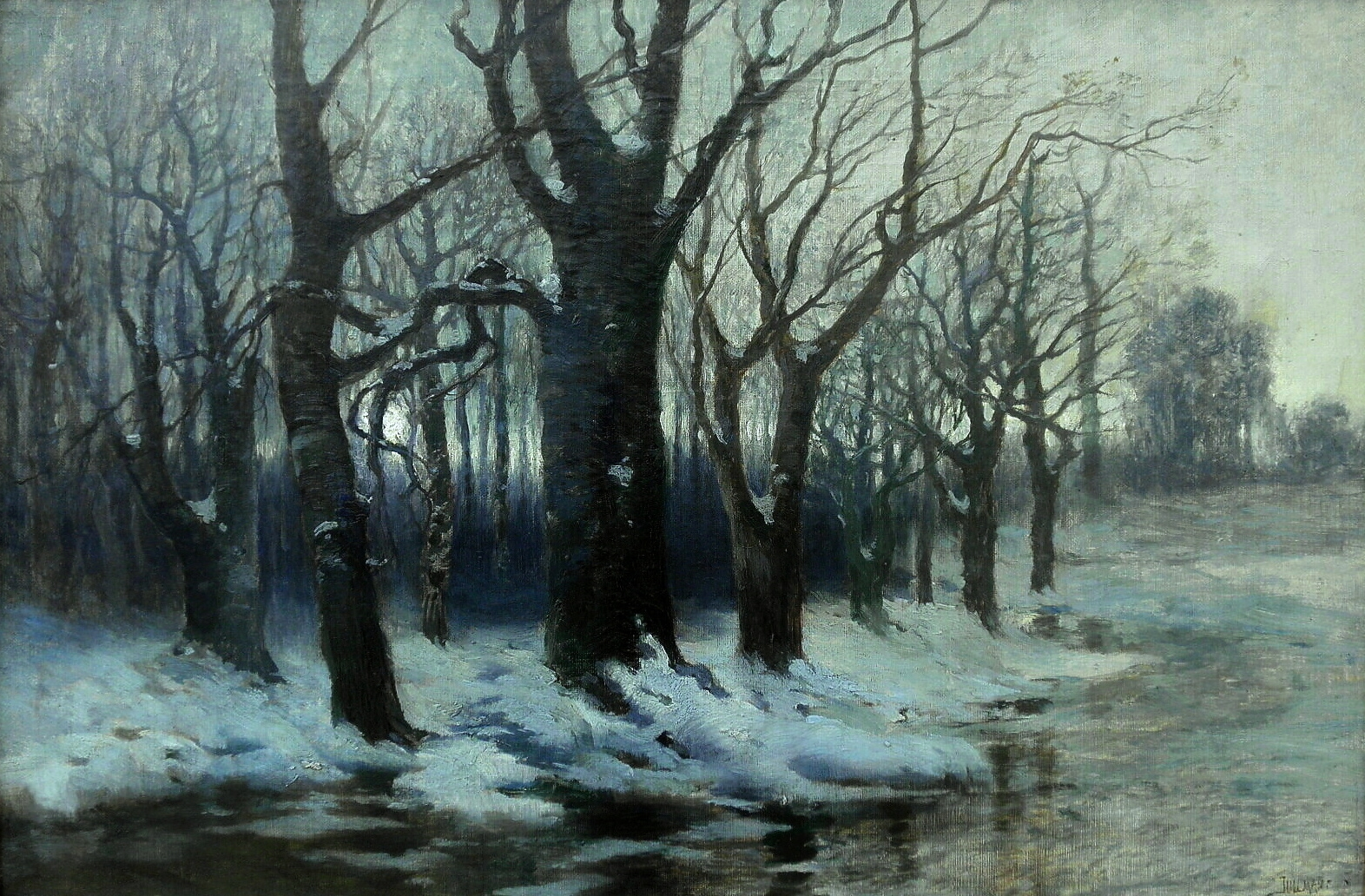
Josef Ullmann Zima na potoce (kol. r. 1898)
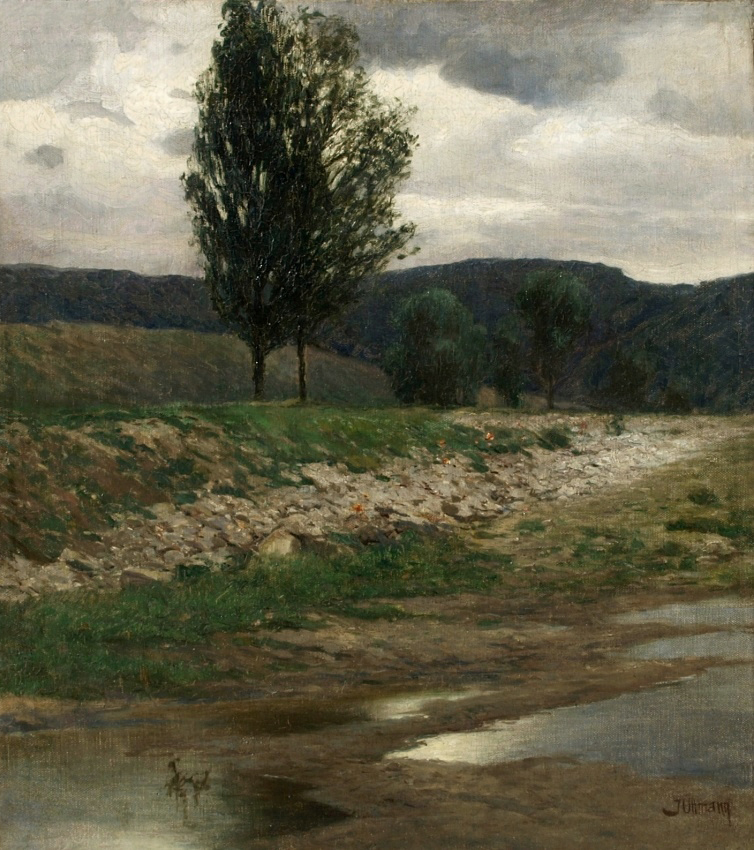
Josef Ullmann U Lochovic (1898–99)
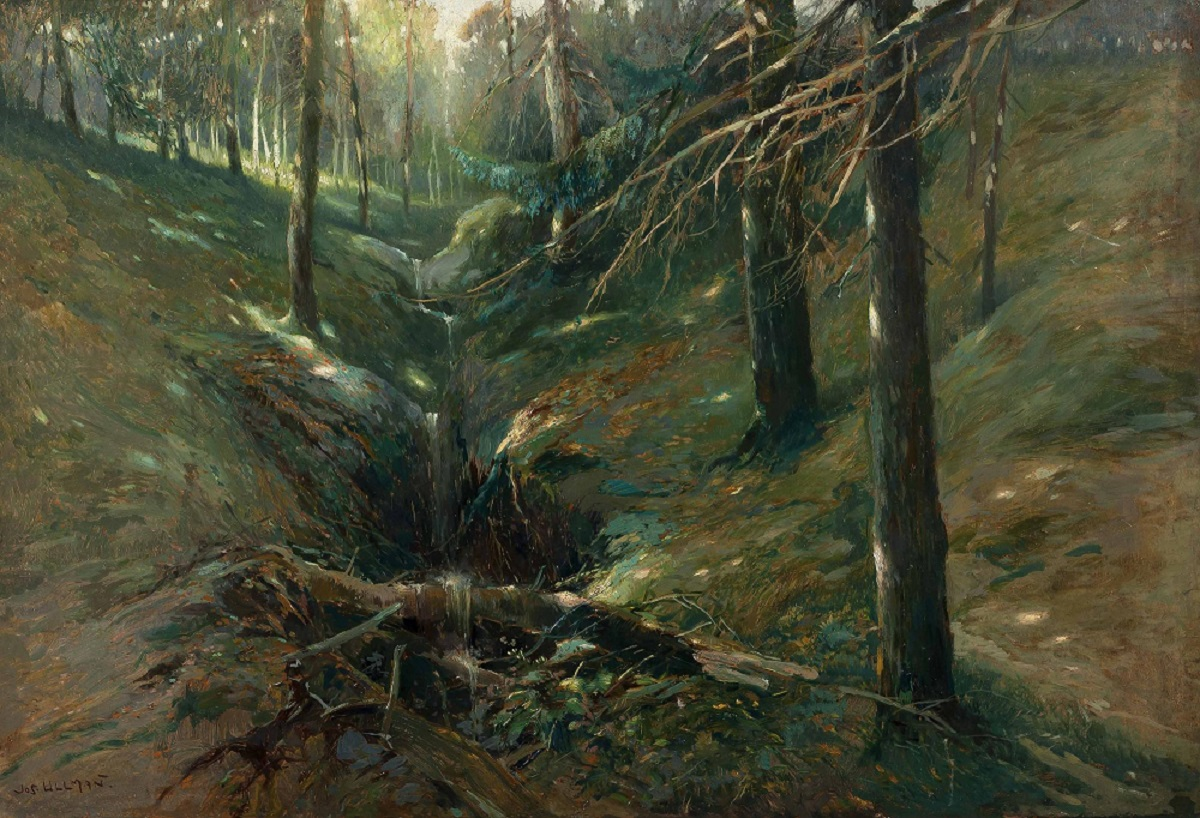
Josef Ullmann Slunko v lese (kol. r. 1900)
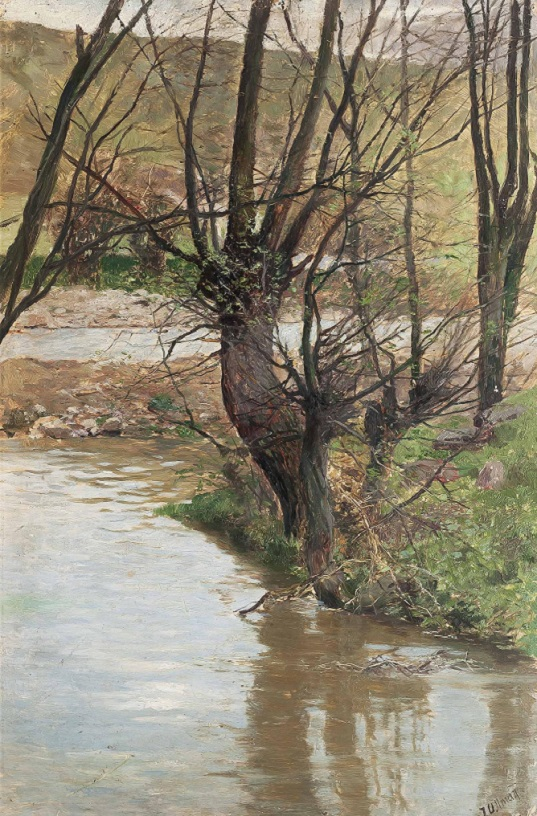
Josef Ullmann Rozvodněný potok
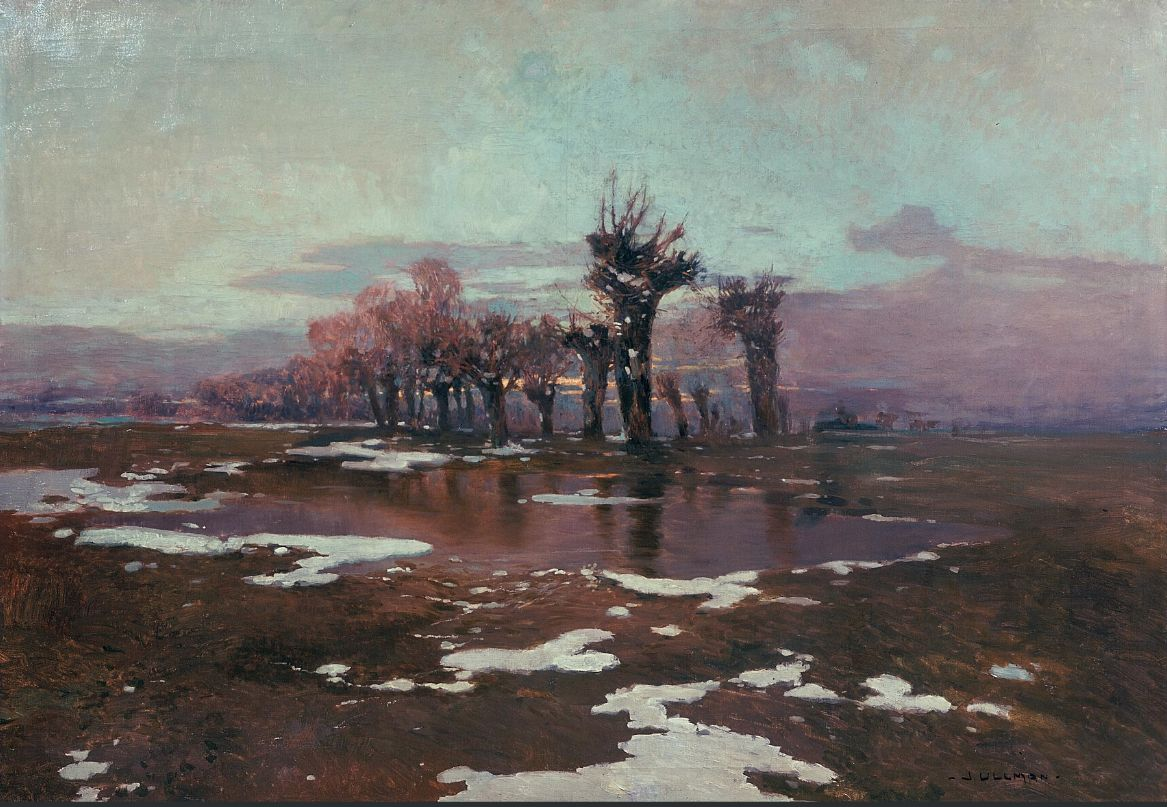
Josef Ullmann Časné jaro
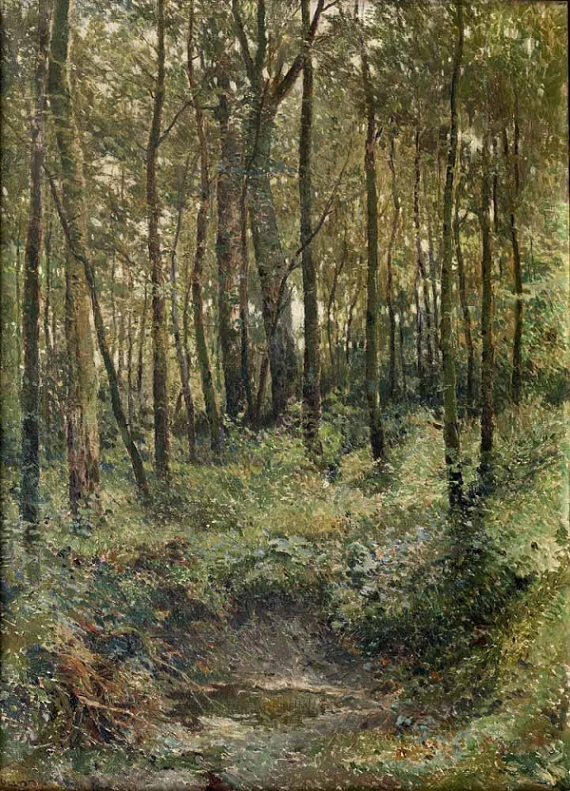
Josef Ullmann Tůňka (kolem r. 1900)
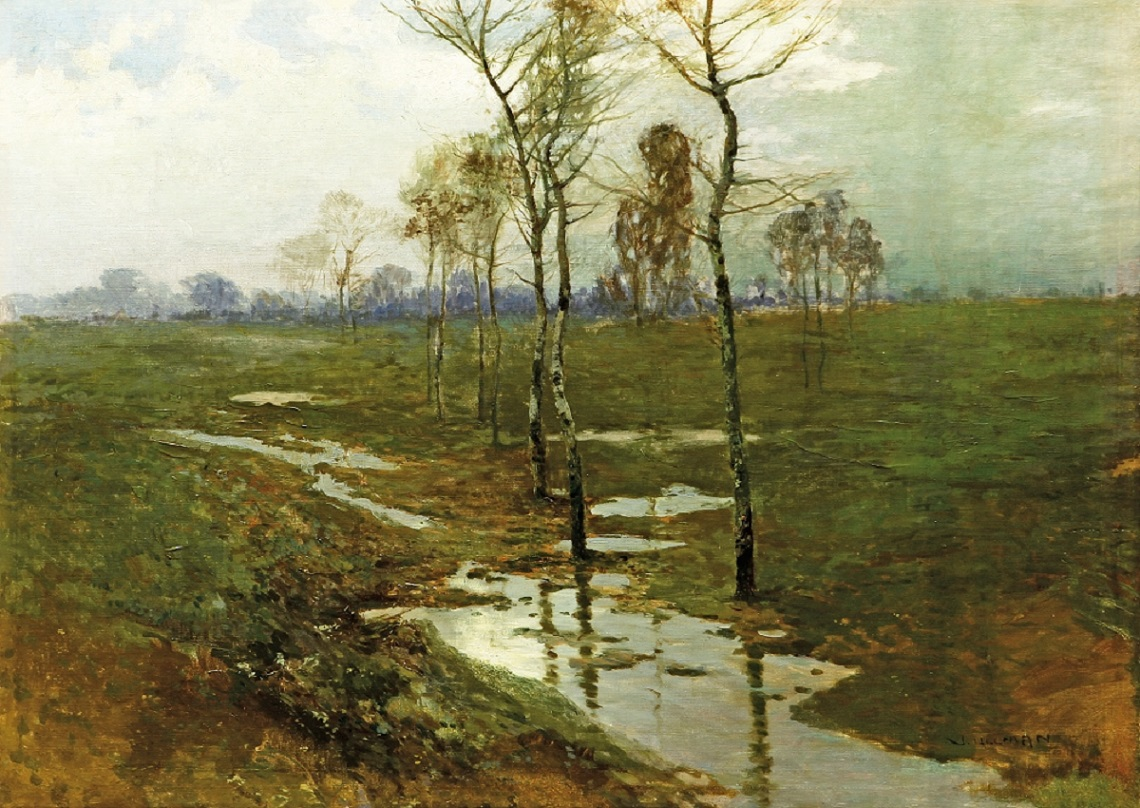
Josef Ullmann Předjaří
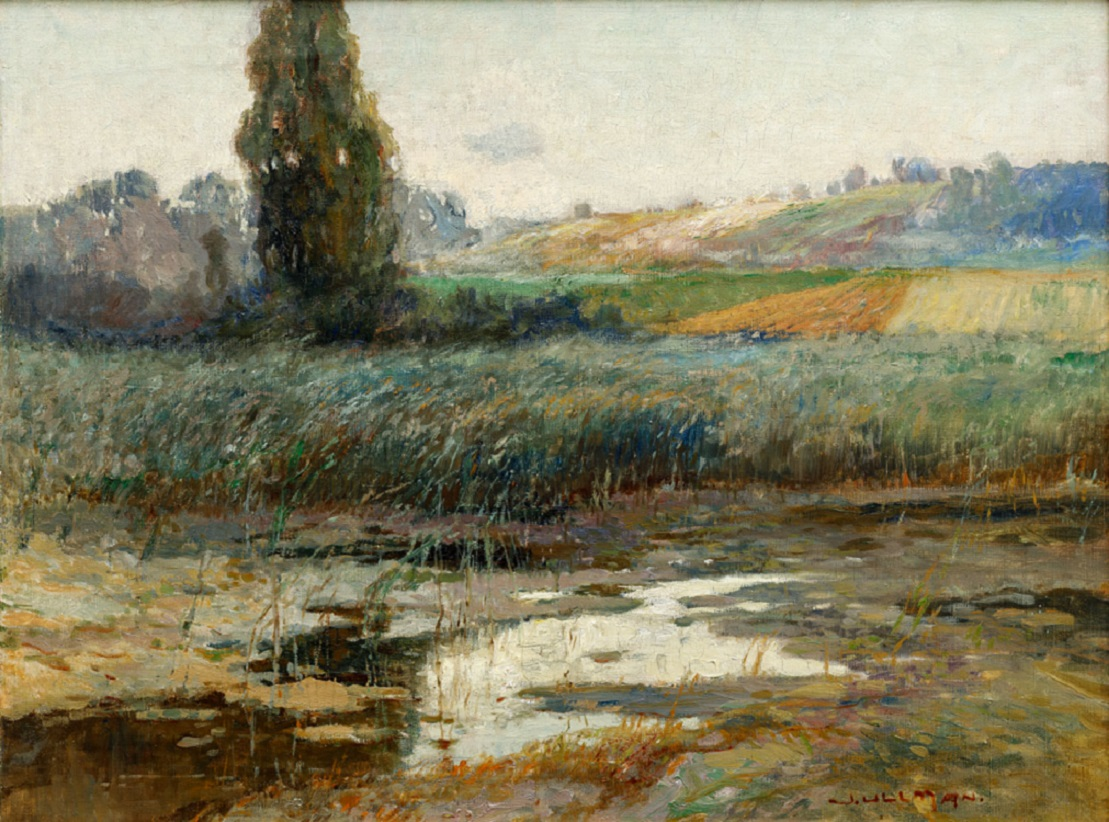
Josef Ullmann Mokřina (též Močál) (kol. r. 1900)
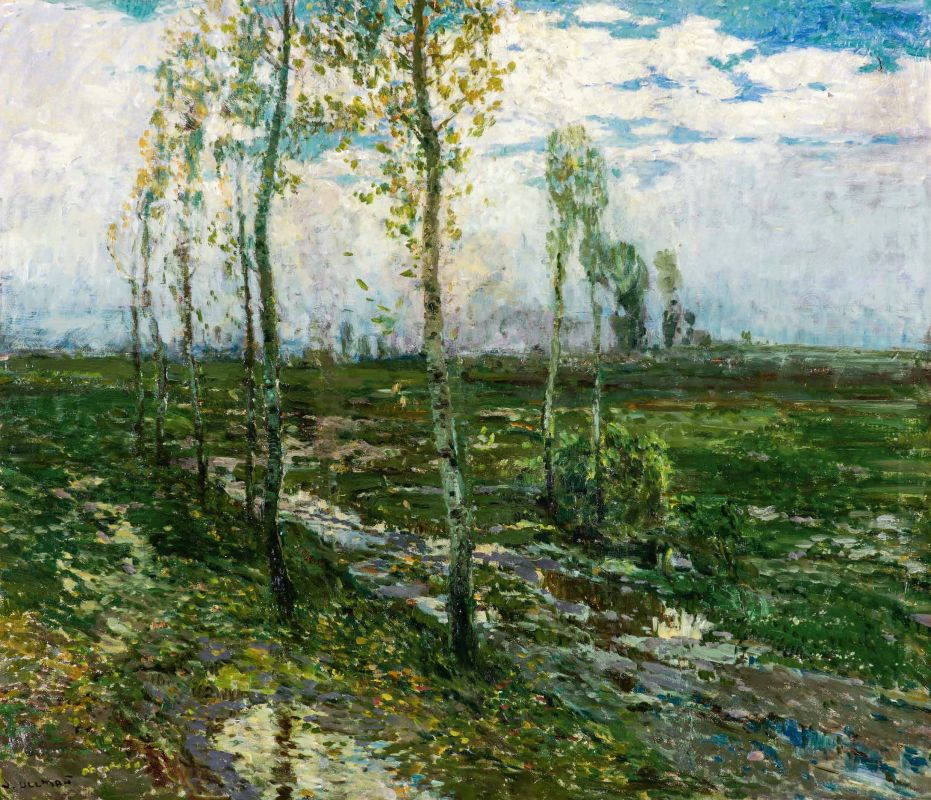
Josef Ullmann Po dešti (okolo 1905)
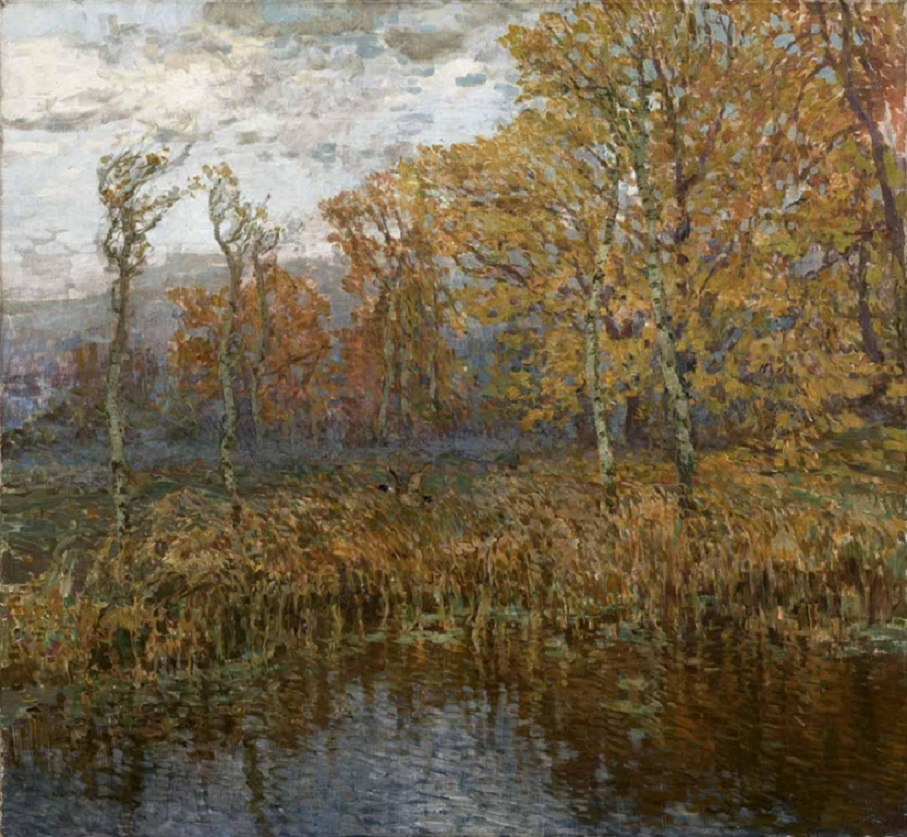
Josef Ullmann Podzimní imprese (1905–10)
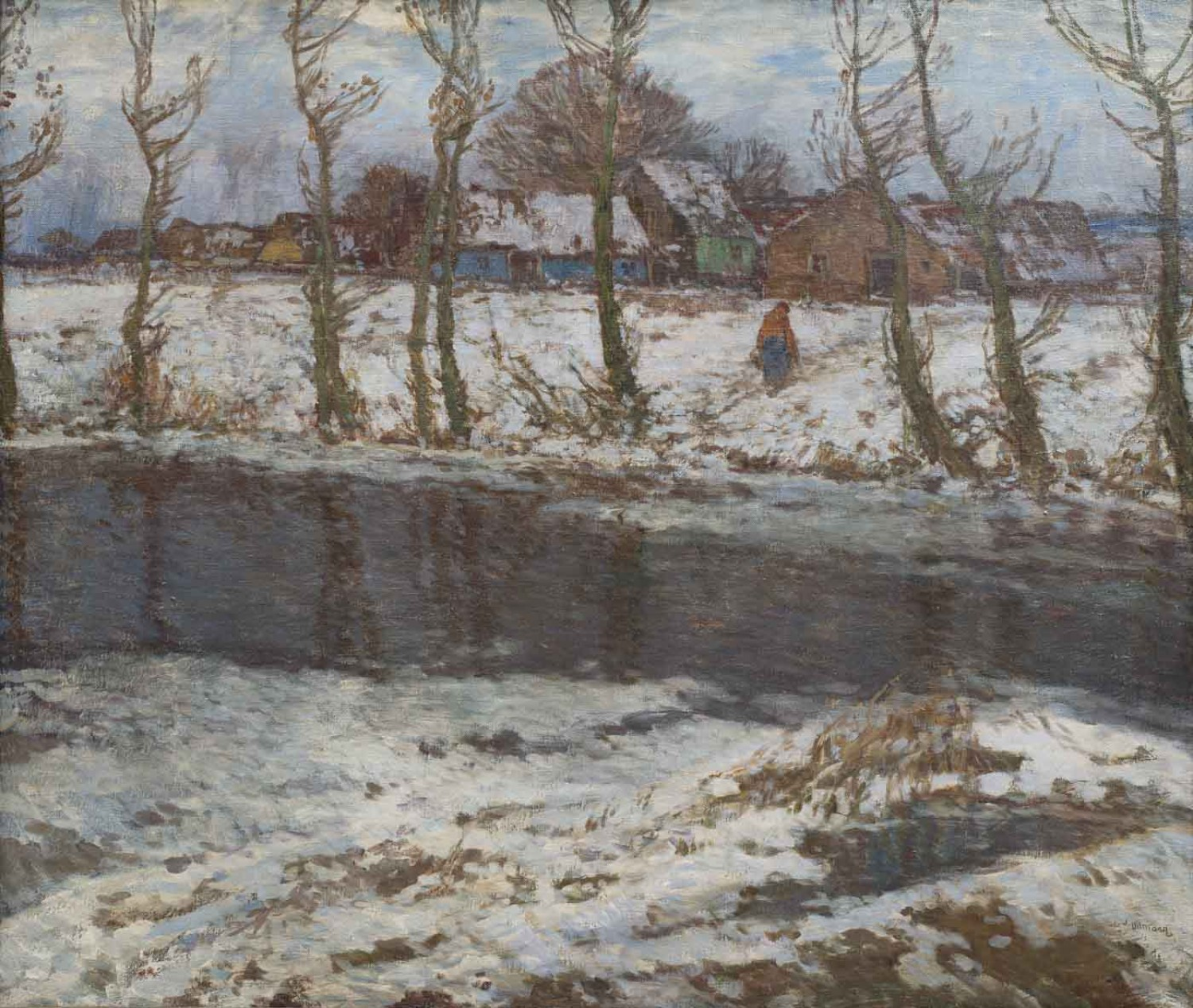
Josef Ullmann Zima
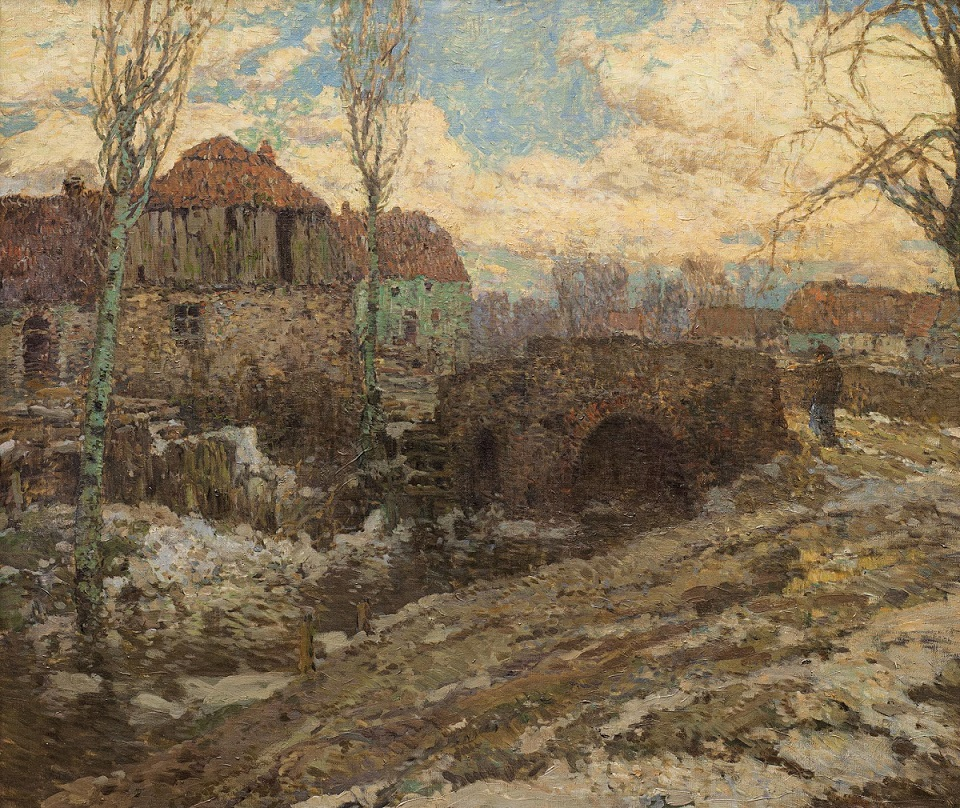
Josef Ullmann U kamenného mostu (1910)
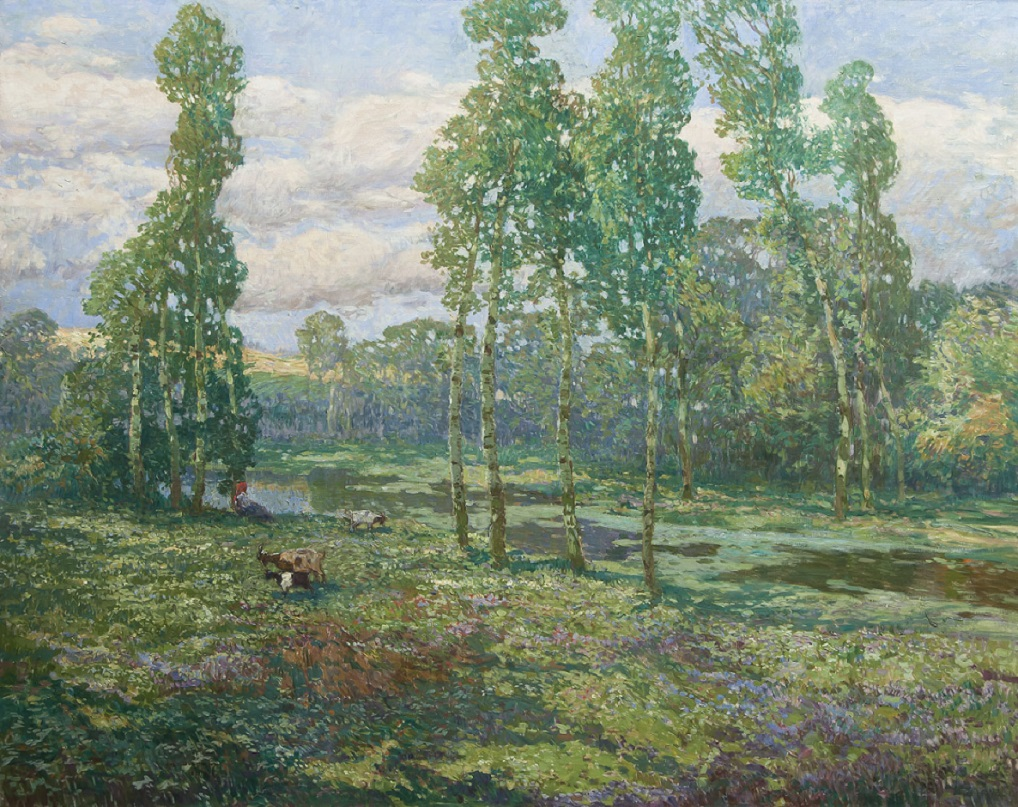
Josef Ullmann Léto (1910)
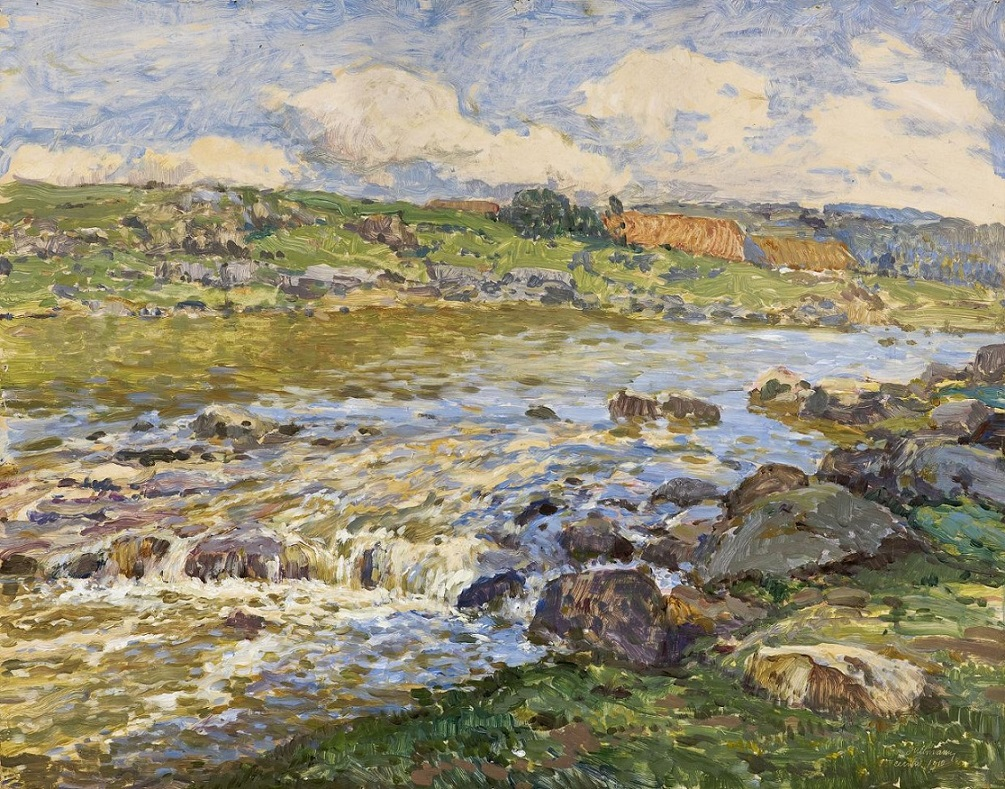
Josef Ullmann Řeka (1910)
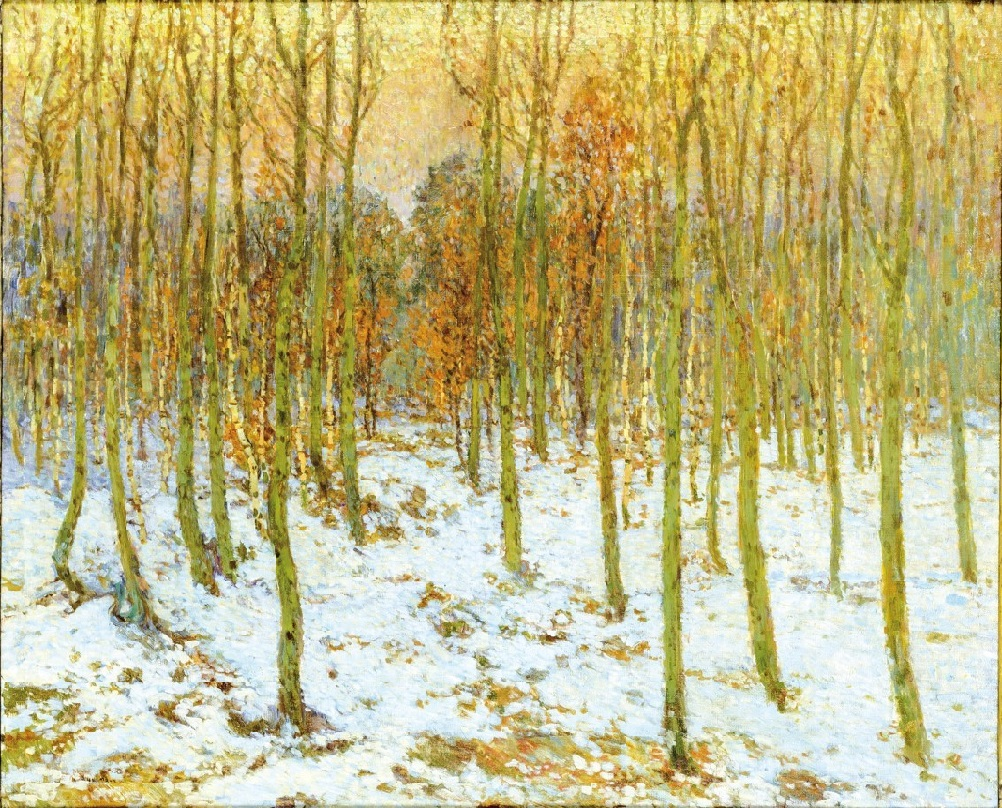
Josef Ullmann Sníh v lesíku
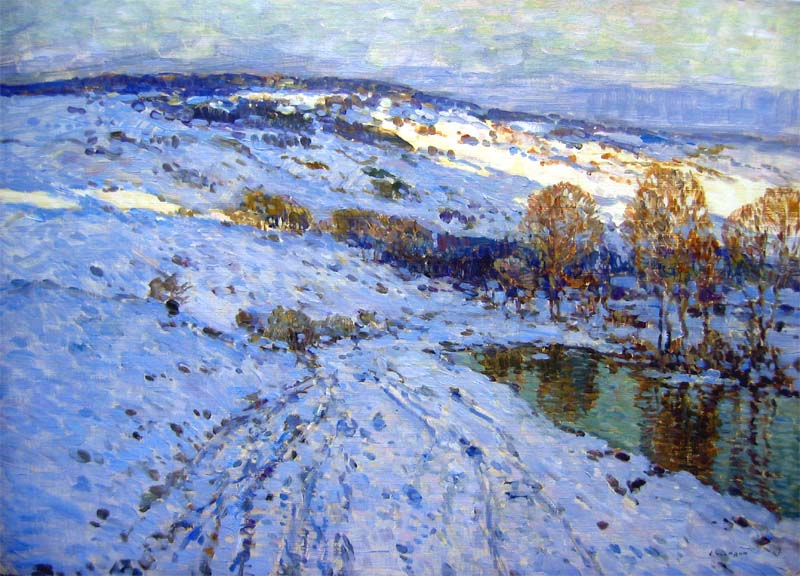
Josef Ullmann Zimní nálada (kol. r. 1910)
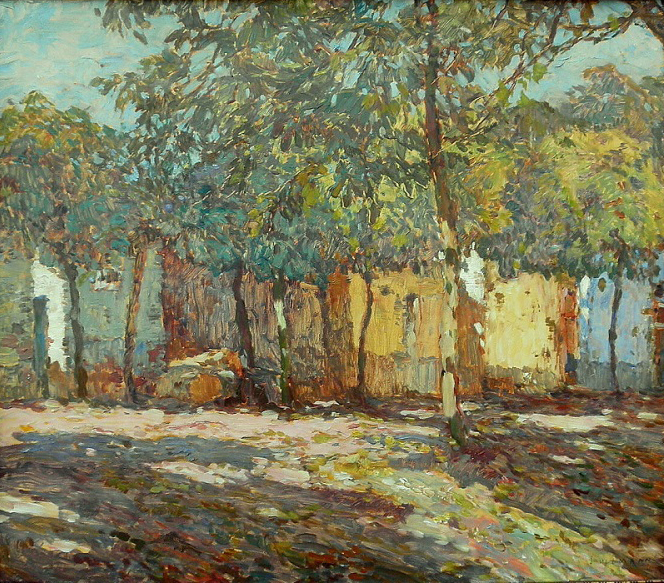
Josef Ullmann Vesnické domky (1914)
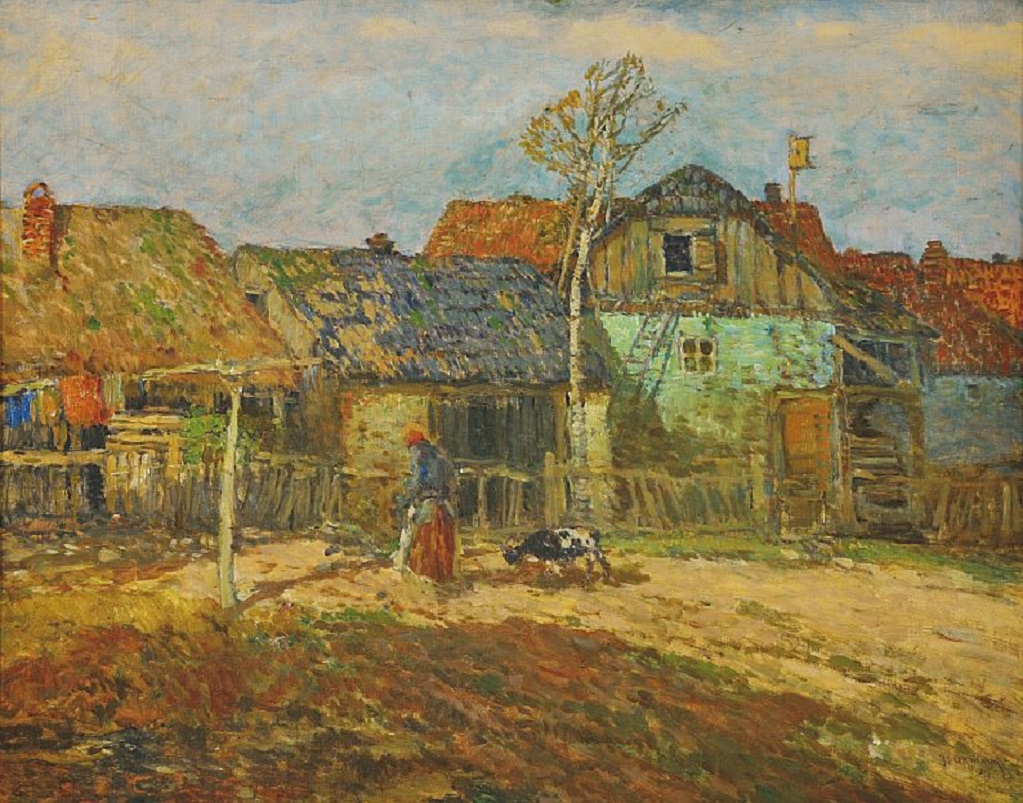
Josef Ullmann Letní podvečer
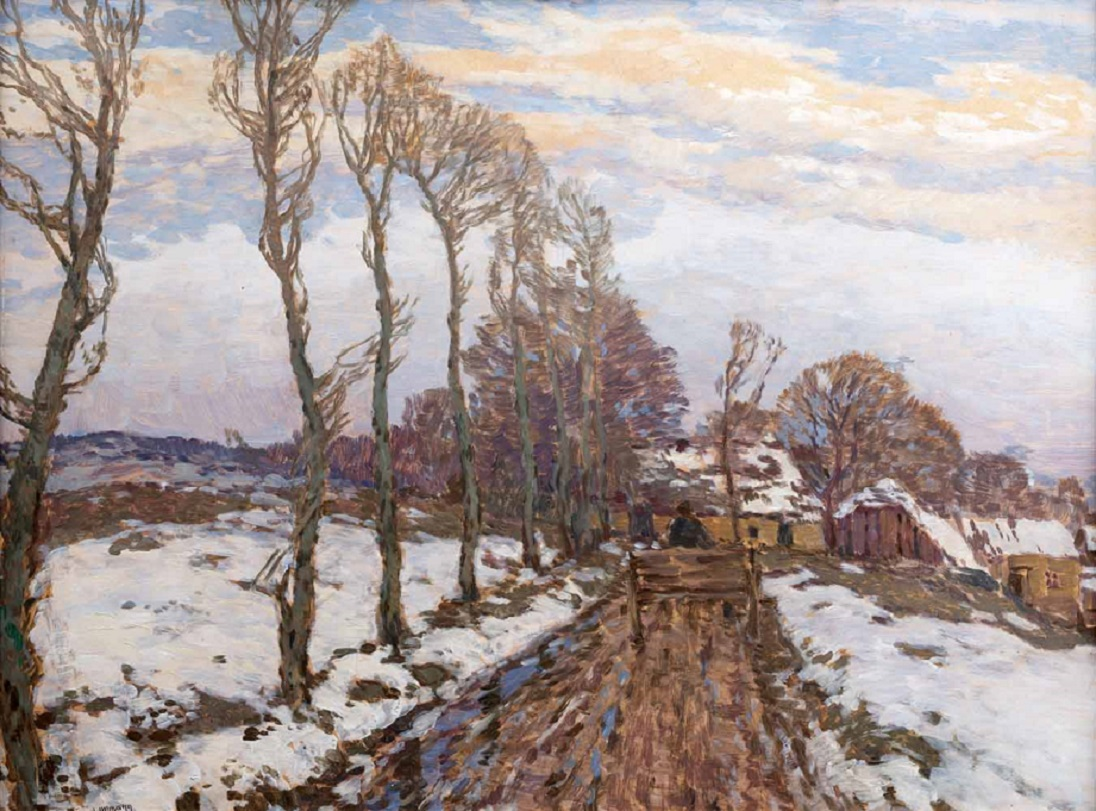
Josef Ullmann Cesta ke statku
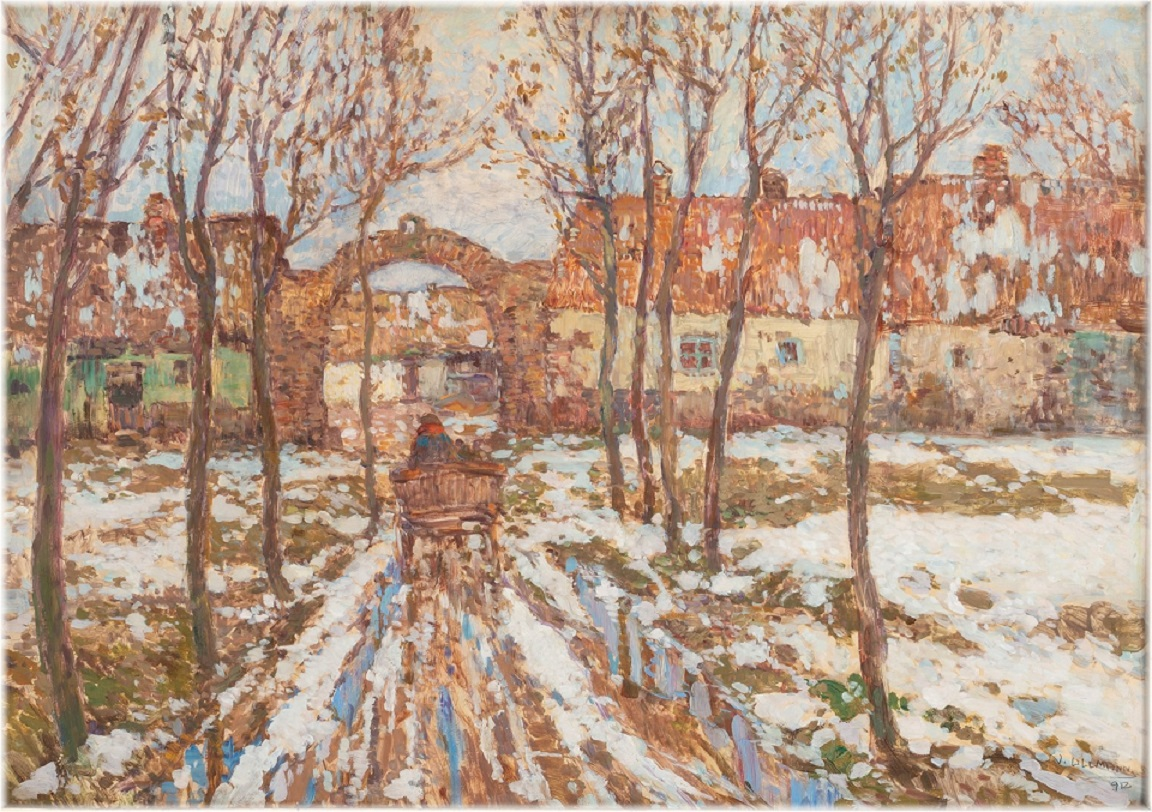
Josef Ullmann U statku (1912)
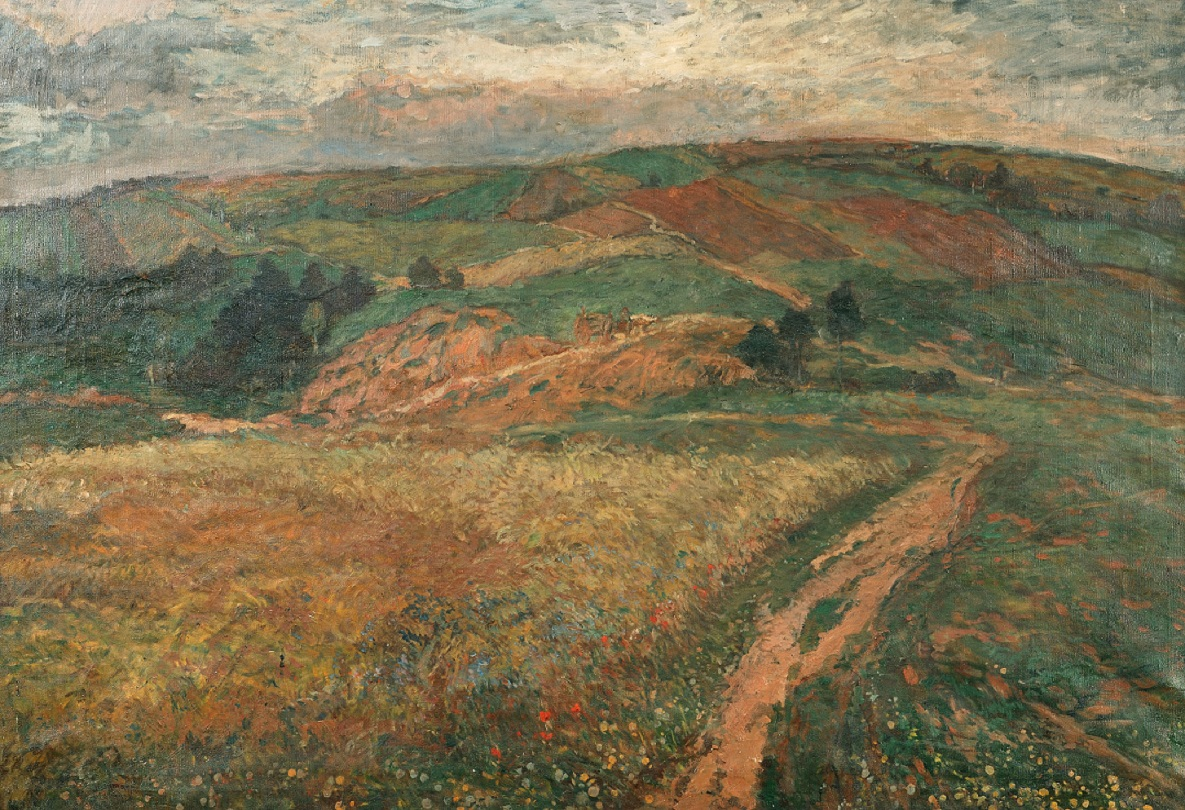
Josef Ullmann Kamenný přívoz (1921)
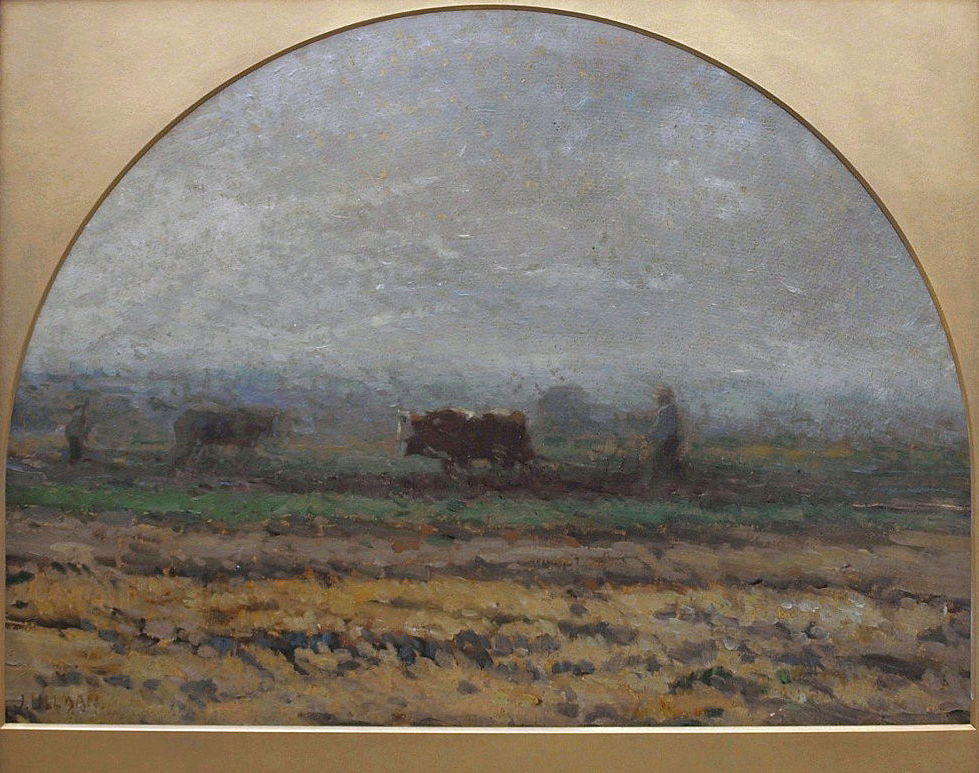
Josef Ullmann Orání
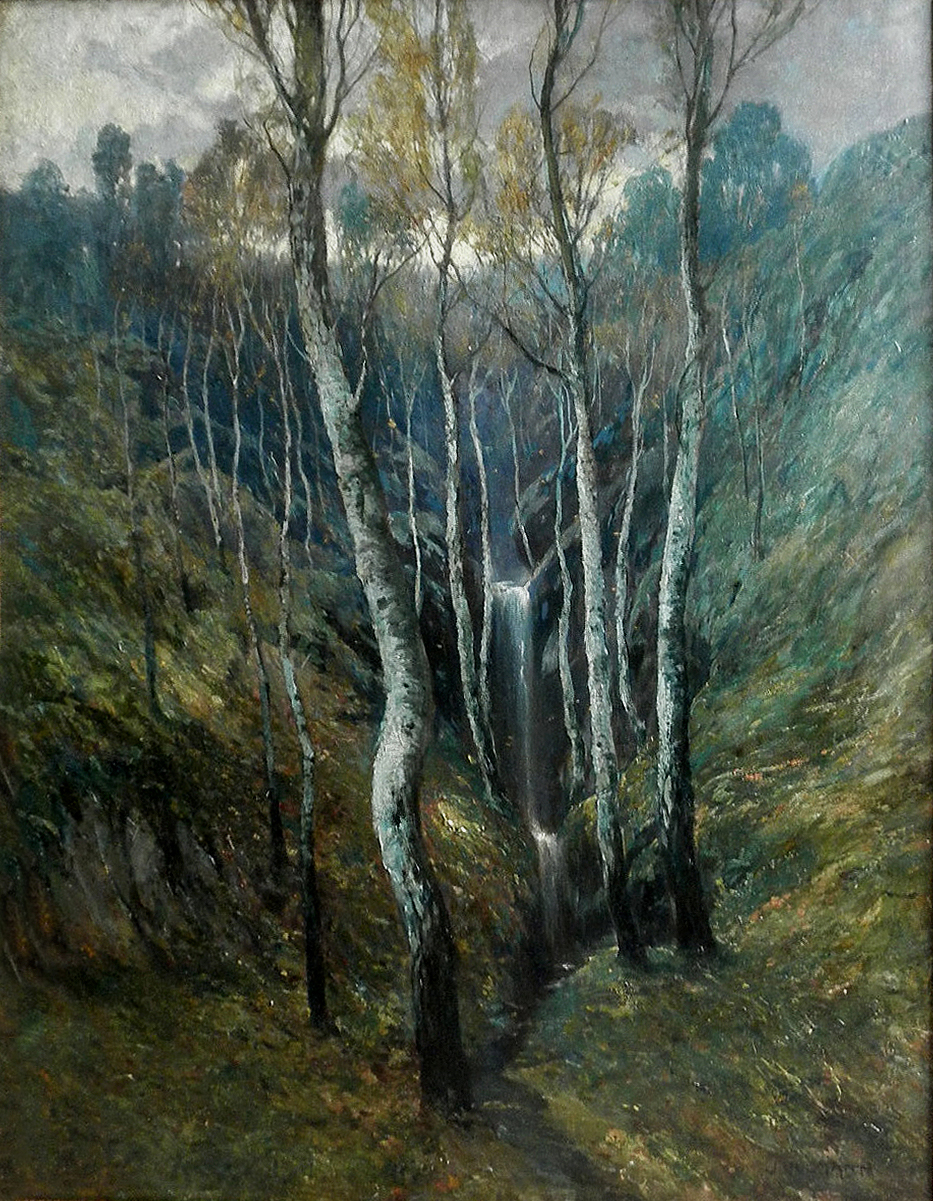
Josef Ullmann - V březině 1900
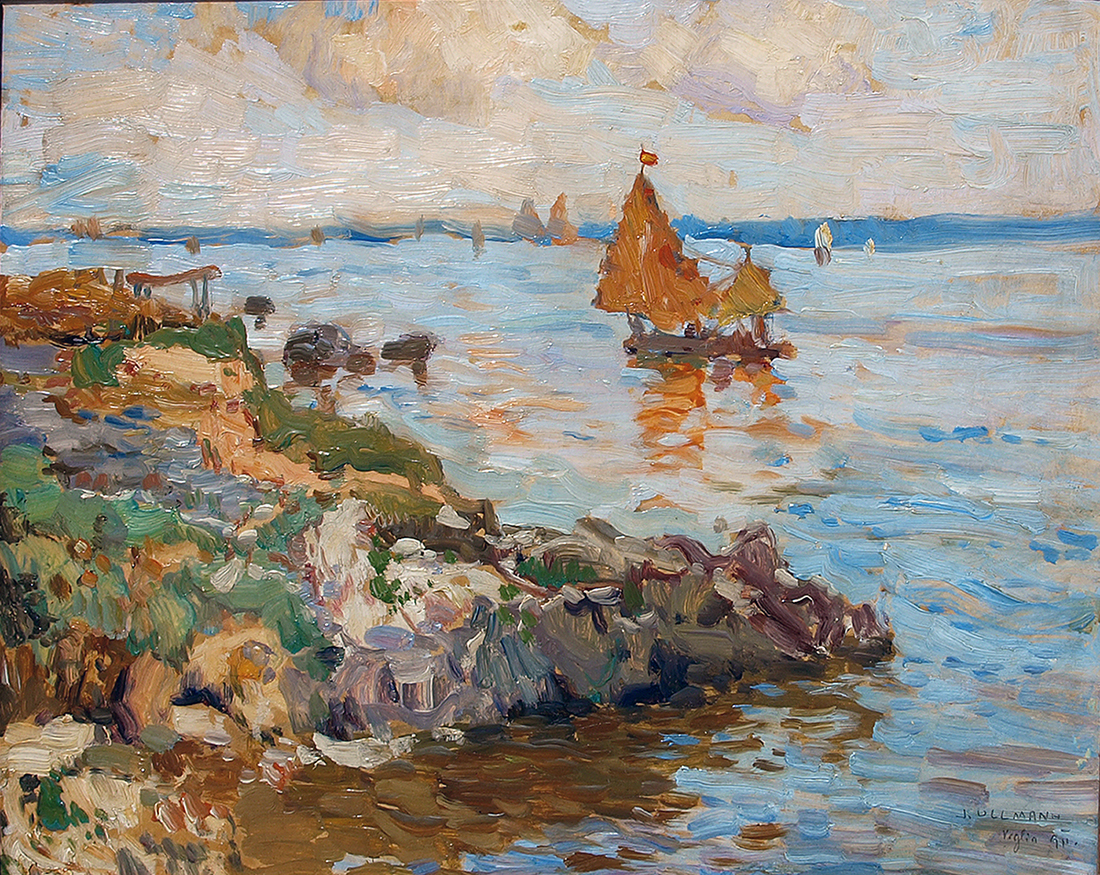
Josef Ullmann - Veglie 1911